# دیدیه لاک‌وود
دیدیه لاک‌وود (به فرانسوی: Didier Lockwood) (زادهٔ ۱۱ فوریه ۱۹۵۶ - درگذشته ۱۸ فوریه ۲۰۱۸) نوازندهٔ ویلون جاز اهل فرانسه بود.
لاک‌وود به خاطر استفاده از آمپلی‌فایرهای الکتریکی و آزمودن صداهای گوناگون با ویلون الکتریک شناخته می‌شد. او پیش از آن‌که به انتشار آثار شخصی‌اش بپردازد در گروه پراگرسیو/جَز فیوژن ماگما ساز می‌زد. لاک‌وود در سال ۱۹۸۴ اولین آلبوم شخصی‌اش با نام دنیای نو را منتشر کرد و از آن زمان به این سو بیش از ۲۰ آلبوم دیگر منتشر کرد.
او در نوازندگی از دیگر ویلونیست فیوژن ژان-لوک پونتی تأثیر گرفت. لاک‌وود پس از آن‌که آلبوم کینگ‌کنگ: ژان-لوک پونتی موسیقی فرانک زاپا را می‌نوازد را شنید به ویلون الکتریک روی‌آورد. استفان گراپلی دیگر نوازندهٔ فرانسوی‌ست که لاک‌وود از او تأثیر گرفته‌است. در سال ۲۰۰۰ لاک‌وود آلبومی را برای ادای احترام به گراپلی منتشر کرد، گرچه در آن آلبوم فقط یک قطعه از ساخته‌های گراپلی وجود داشت.

## نگارخانه

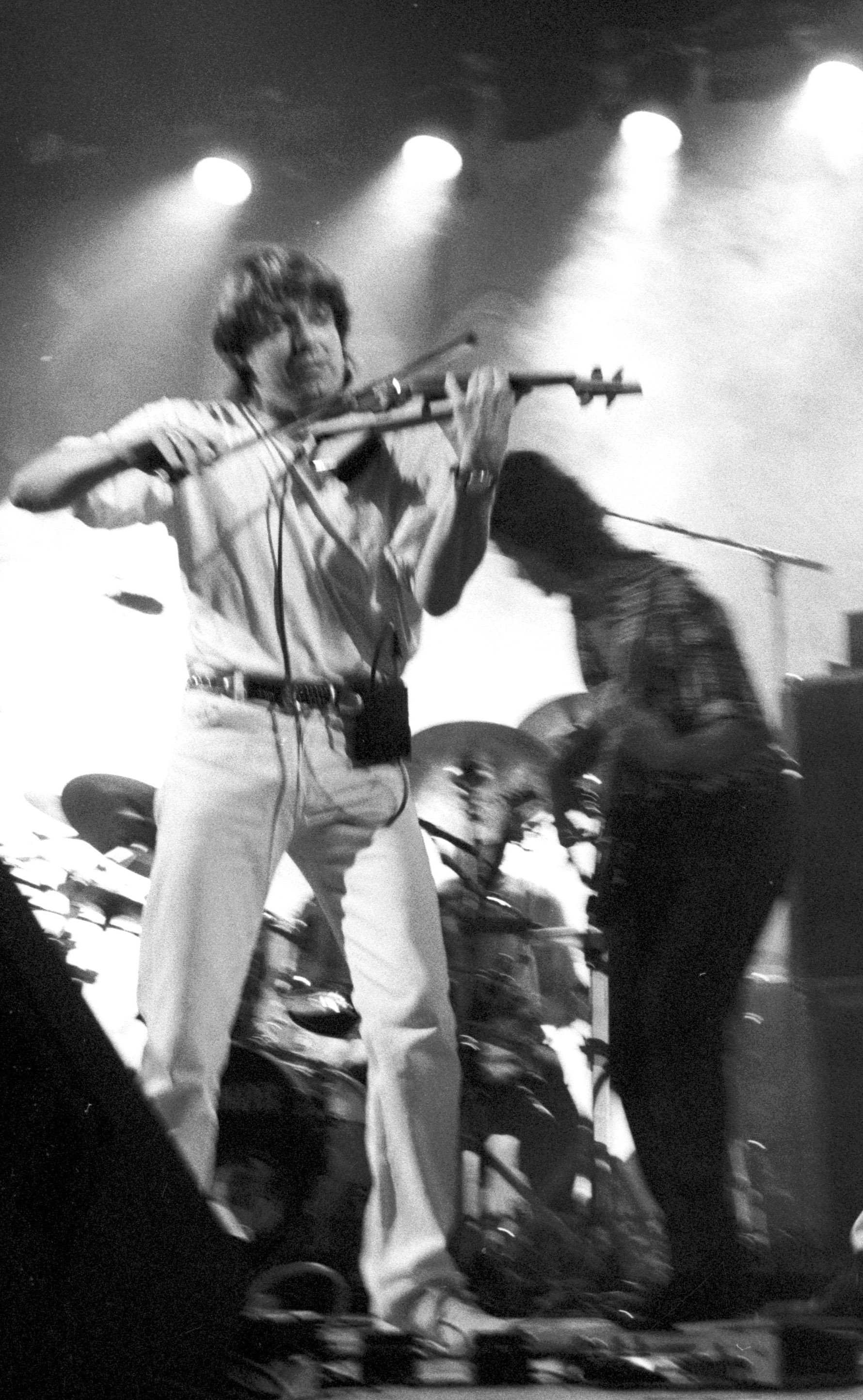
Didier Lockwood in concert (1992)
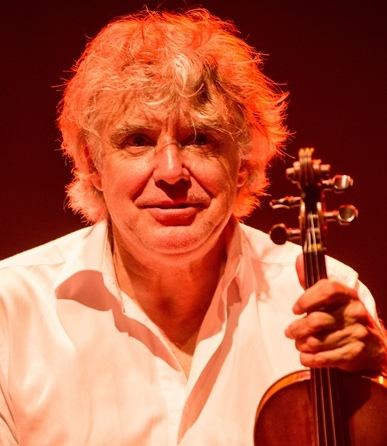